# Гідрид урану
Ура́ну (III) гідри́д, також тригідрид урану — складна неорганічна сполука з хімічною формулою UН3.
Молярна маса — 241.05273 г/моль; густина — 10.95 г/см3; чорний порошок; існує у двох модифікаціях, з температурою перетворення α-UH3 на β-UH3 при 110—140 °C; ґратка — кубічна об'ємно-центрована з періодом a = 6.645 Å для β-UH3 і a = 4.160 Å для α-UH3; ентальпія утворення — ΔH0
238 = -129.1 кДж/моль; сильний пірофор; реагує з водою та неорганічними кислотами, взаємодіє з органічними речовинами як сильний відновник.

## Метод отримання
Гідрид урану синтезують прямою взаємодією компактного урану з газоподібним воднем в уставі Сивертса за тиску водню 1 атм:
{\displaystyle 2U+3H_{2}\rightleftarrows 2UH_{3}}
Так само для дейтерію й тритію:
{\displaystyle 2U+3D_{2}\rightleftarrows 2UD_{3}}
{\displaystyle 2U+3T_{2}\rightleftarrows 2UT_{3}}
Для цього використовують ретельно очищені від поверхневих оксидів шматочки урану розміром 3—5 см3. Реакція протікає кількісно до UH3 вище 200 °C (до 250 °C). За цих температур швидкість реакції пропорційна тиску та підпорядковується лінійному закону. За температури понад 250 °C швидкість реакції підлягає параболічному закону та контролюється дифузією (за вищих температур починає переважати зворотний процес).
Процес гідрування проводять найчастіше за температури 350 °C впродовж 2 год. Отриманий гідрид (β-UH3) охолоджують до кімнатної температури в уставі, відтак виймають. Зберігають гідрид урану в атмосфері інертного газу через його пірофорність.

## Властивості
Кристалічна структура UH3 відрізняється від кристалічних форм металевого урану. За даними рентгеноструктурного аналізу, в гідриді урану практично відсутні металічні зв'язки. Проте UH3 має явно металічні властивості: високу електропровідність (питомий опір 0.47 Ом·см), металічний блиск.
За даними роботи Тржебятовського й інших, гідрид урану нижче 173 К має феромагнетні властивості.
Якщо гідрид урану нагрівати, виділяється водень: для кожної температури є свій рівноважний тиск дисоціації. Для повного розкладання гідриду необхідна температура вища за 436 °C. Після термічної дисоціації гідриду урану утворюється тонкодисперсний пірофорні порошок металевого урану. Таким шляхом за необхідності можна переробити компактний уран у тонкодисперсний порошок з великою реакційною здатністю.
Гідрид урану може перебувати в завислому стані в ртуті, в інших металах і стопах.
Гідрид урану взаємодіє з водою та кислотами, виділяючи водень. Спалахує під час окислення концентрованою нітратною кислотою і пергідролем (30% розчином Гідроґену пероксиду). Розчинний у хлоратній, нітратній, гарячій концентрованій сульфатній і перхлоратній кислотах.
Луги з гідридом урану не реагують.
Енергійно взаємодіє UH3 з органічними галогенідами, віднімаючи галоїд; разом утворюється і вільний Карбон. Аміак розкладає UH3 за температури 250 °C з утворенням нітриду.

## Практичне застосування
Гідрид урану використовують для синтезу різних сполуки урану (галогеніди) й перш за все для приготування з нього чистого, дисперсного металевого урану. Оскільки інтерметалічні сполуки урану не реагують з воднем, то металевий уран можна відокремити від сторонніх домішок гідруванням і просіюванням. Зокрема, цей метод може бути застосований до уран-алюмінієвих стопів.
Дуже чистий, сухий гідроґен, дейтерій і тритій можна отримати термічним розкладанням гідриду урану. Тоді як сам гідрид (дейтерид, тритид) може бути приготований з використанням водню, не  ретельно  очищеного. Це надійний засіб розділення ізотопів Гідроґену.